# Adam von Schwarzenberg
Adam Graf von Schwarzenberg, auch Schwartzenberg (* 26. August 1583 in Gimborn, Bergisches Land; † 14. März 1641 in Spandau), war ein einflussreicher Berater des Kurfürsten Georg Wilhelm von Brandenburg und von 1625 bis 1641 Herrenmeister der Ballei Brandenburg des Johanniterordens.

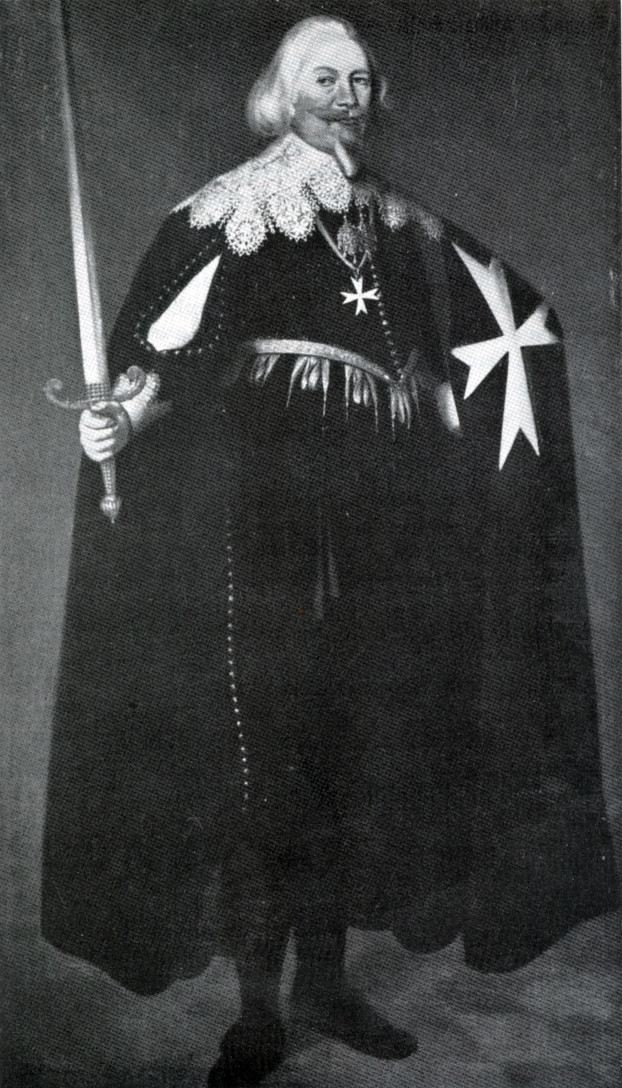
Zeitgenössisches Gemälde von Adam von Schwarzenberg

Adam Graf von Schwarzenberg, Stich von Peter Rollos nach einem Gemälde von Matthias Czwiczek (um 1635)

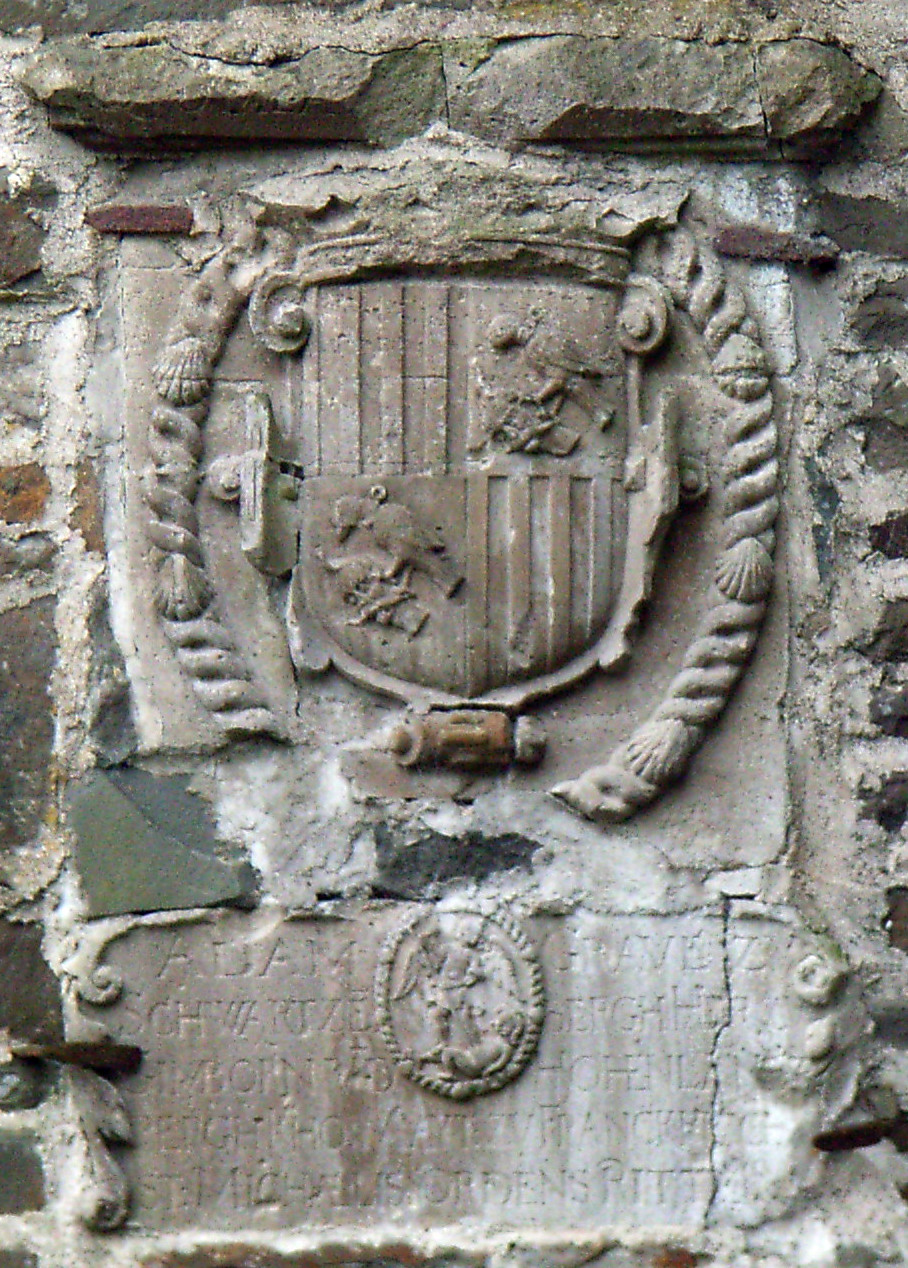
Wappen Graf Adams an seinem Geburtsschloss

## Leben
Der katholische Reichsgraf Adam von Schwarzenberg wurde auf Schloss Gimborn in der Grafschaft Mark im Bergischen Land geboren. Als Sohn des Adolf von Schwarzenberg entstammte er der alten Adelsfamilie Schwarzenberg aus dem fränkischen Seinsheim, welche 1172 erstmals urkundlich erwähnt und 1599 in den Reichsgrafenstand erhoben wurde. Seine Mutter war Margaretha Freiin Wolff von Metternich.
Im Jahre 1600 übernahm der Sechzehnjährige Titel und Güter seines im Türkenkrieg gefallenen Vaters. Seine politischen Ambitionen auf Seiten Brandenburgs, zu dessen Landständen die Schwarzenbergs zählten, stellte er ab 1609 im Erbfolgestreit um Jülich-Kleve erstmals unter Beweis, bei dem er sich offen auf die Seite von Kurfürst Johann Sigismund von Brandenburg stellte, was ihm allerdings die Ächtung durch den kaiserlichen Hof einbrachte.
1613 vermählte sich Adam mit Margaretha Freiin von Pallant, die jedoch schon zwei Jahre später bei der Geburt des zweiten Sohnes Johann Adolf verstarb. Schwarzenberg verehelichte sich nicht neu, sondern trat dem Johanniterorden bei, zu dessen Heermeister er 1625 gewählt wurde, obwohl er katholisch war.
In den folgenden Jahren stand er als Geheimer Rat im Dienste Brandenburgs, von wo er bald erheblichen Einfluss auf das gesamte Kollegium des Rates ausübte und dadurch maßgeblich die Politik, besonders in den niederrheinischen Landen, mitbestimmte. Auch im Bergischen Land nutzte er seine Macht durchaus in eigenem Interesse. Dort ließ er 1610 sein heimisches Gutes Gimborn durch Johann Sigismund von Brandenburg und Wolfgang Wilhelm von Pfalz-Neuburg zur Unterherrschaft der Grafschaft Mark erklären, erweiterte diese Herrschaft 1614 gegen den scharfen Protest der märkischen Ritterschaft durch eine Schenkung Georg Wilhelms von Brandenburg um die benachbarten Kirchspiele Gummersbach und Müllenbach und erreichte 1630 die Ausgliederung des ganzen Amtes Neustadt aus der Grafschaft Mark als „freie Reichsherrschaft“, die 1631 durch den Kaiser als reichsunmittelbare Herrschaft Gimborn-Neustadt anerkannt wurde.
In den ersten zwanzig Jahren des Dreißigjährigen Krieges wurde Adam Graf von Schwarzenberg eine der einflussreichsten Persönlichkeiten unter den brandenburgischen Beratern und erreichte unter dem calvinistischen Kurfürsten Georg Wilhelm von Brandenburg den Höhepunkt seiner Karriere. Unter seinem Einfluss wechselte Brandenburg (je nach Kriegsglück) öfters die Seiten, was durch seine Politik, die auf territorialen Zuwachs ausgerichtet war, zu erklären ist. Dabei ging er ohne Rücksicht auf protestantische Belange vor, wodurch er sich nicht nur bei seinen Bergischen Untertanen unbeliebt machte.
Schwarzenberg hatte im Laufe seiner Statthalterschaft ein großes Vermögen angehäuft, woraus er dem Kurfürsten Georg Wilhelm Kredite gewähren konnte und im Gegenzug weitere Privilegien erhielt. So verwoben sich private Dinge mit dienstlichen und es wurde sehr unübersichtlich, zumal schriftliche Unterlagen wohl meist fehlten.
Als Kurfürst Friedrich Wilhelm 1640 an die Regierung kam, beließ er vorerst Schwarzenberg im Amt, zeigte ihm gegenüber aber Stärke und Durchsetzungskraft. Mit dem Einfluss des Widersachers Schwarzenbergs, des kurbrandenburgischen Geheimen Rats Samuel von Winterfeld, auf den jungen Kurfürsten, schwand die Macht Schwarzenbergs. Nur einen Monat nach dem Tod seines Vaters hatte Friedrich Wilhelm das Kommando über die Festung Küstrin und die dort liegende Reiterei an Konrad von Burgsdorff übertragen. Schwarzenberg protestierte, da es unter Kurfürst Georg Wilhelm Tradition war, dass diese beiden Kommandos getrennt besetzt wurden. Den jungen Kurfürsten interessierte der Protest jedoch nicht. Des Weiteren beschnitt er immer weiter die Kompetenzen von Graf von Schwarzenberg in den Bereichen Außenpolitik und Militär. Schließlich musste er sich sogar für seine Politik der letzten Jahre verantworten.
Die stetige Entmachtung durch den jungen Kurfürsten und Anfeindungen wegen seiner Politik unter dem Vorgänger müssen dem inzwischen fast Sechzigjährigen immer mehr zugesetzt haben. Am Vortag seines Todes beschwerten sich sechs Offiziere aus dem Regiment Rochow über ausstehenden Sold, so dass er sie nach heftiger Diskussion aus seiner Privatschatulle entlohnte. Schließlich erreichte ihn noch ein Brief eines brandenburgischen Obristen, der ihm weitere Vorhaltungen machte. In den Morgenstunden des 14. März 1641 starb Schwarzenberg an einem Schlaganfall.
Sein Sohn und Erbe Johann Adolf von Schwarzenberg erhielt nur die beweglichen Güter seines Vaters. Privilegien und überlassene Domänen, wie die Domäne Huyssen im klevischen Land, wurden ihm aberkannt und eingezogen.
Aufgrund hartnäckiger Gerüchte, Adam von Schwarzenberg sei nicht eines natürlichen Todes gestorben, sondern auf Anordnung Friedrich Wilhelms heimlich enthauptet worden, ließ Friedrich der Große den Leichnam 1777 exhumieren, wobei sich aber die Unversehrtheit der Halswirbel und damit die Unhaltbarkeit des Gerüchts herausstellte. Die Untersuchung der sterblichen Überreste Schwarzenbergs nahm Ernst Ludwig Heim vor. Der Bericht über die Untersuchung liegt im Archiv der St. Nikolai-Kirche in Berlin-Spandau.

## Büste in der Berliner Siegesallee

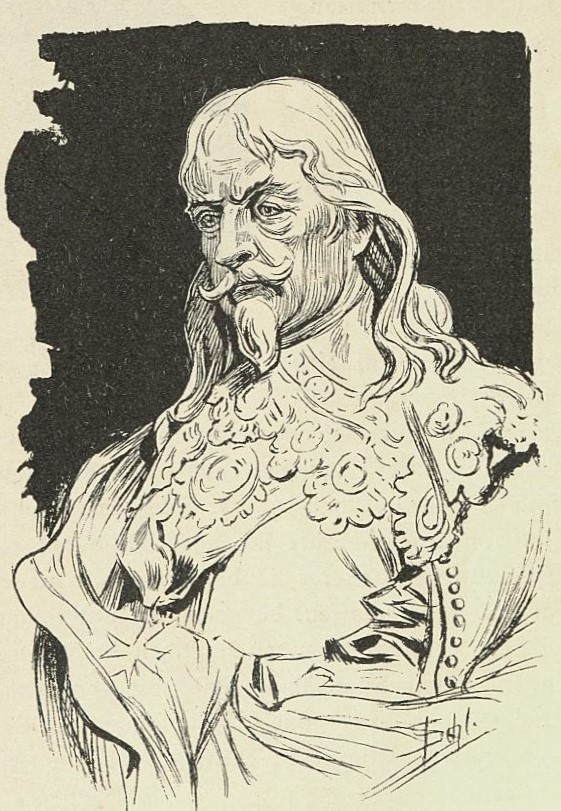
Julius Schlattmann nach Uechtritz-Steinkirch (1909)

Für die Berliner Siegesallee schuf der Bildhauer Cuno von Uechtritz-Steinkirch die Denkmalgruppe 24 mit Kurfürst Georg Wilhelm im Mittelpunkt, flankiert von den Büsten des Oberst Konrad von Burgsdorff (1595–1652) und von Adam von Schwarzenberg.
Die Aufnahme Schwarzenbergs in die Monumentalgalerie war in der historischen Kommission der Allee unter Reinhold Koser umstritten, da der Kanzler erst kurz zuvor von der Geschichtsschreibung vom Vorwurf des Landesverrats rehabilitiert worden war. Bei der Gestaltung der Büste hielt sich der Bildhauer eng an das oben abgebildete Porträt von Matthias Czwiczek. Ein Kreuz auf der Brust kennzeichnete Schwarzenberg als Herrenmeister und „ein lose drapiertes, faltenreiches Tuch, dessen Ende über die Sockelplatte hängt, rahmt das Bildwerk und erhöht die dekorative Wirkung.“ Die Denkmalgruppe wurde am 23. Dezember 1899 enthüllt. (Siehe von Uechtritz-Steinkirch, Siegesallee.)